# Dueñas (Iloilo)
Dueñas è una municipalità di quarta classe delle Filippine, situata nella Provincia di Iloilo, nella Regione del Visayas Occidentale.
Dueñas è formata da 47 baranggay:
- Agutayan
- Angare
- Anjawan
- Baac
- Bagongbong
- Balangigan
- Balingasag
- Banugan
- Batuan
- Bita
- Buenavista
- Bugtongan
- Cabudian
- Calaca-an
- Calang
- Calawinan

- Capaycapay
- Capuling
- Catig
- Dila-an
- Fundacion
- Inadlawan
- Jagdong
- Jaguimit
- Lacadon
- Luag
- Malusgod
- Maribuyong
- Minanga
- Monpon
- Navalas
- Pader

- Pandan
- Poblacion A
- Poblacion B
- Poblacion C
- Poblacion D
- Ponong Grande
- Ponong Pequeño
- Purog
- Romblon
- San Isidro
- Santo Niño
- Sawe
- Taminla
- Tinocuan
- Tipolo